# Ярмухамедов, Абдулла
Абдулла Ярмухамедов (Жармухамедов) (1896—1940) — кавалер трёх орденов Красного Знамени до учреждения ордена Ленина.

## Биография
Родился 13 ноября 1896 года в селе Жетысай (ныне — Южно-Казахстанская область Казахстана). По национальности узбек.
В 1913 году окончил четырёхклассное городское училище в Самарканде, после чего работал переписчиком уездного управления, переводчиком. В октябре 1917 года Ярмухамедов был избран членом Совета рабочих и солдатских депутатов, одновременно стал начальником уездной милиции в города Катта-Курган (ныне — Узбекистан). В феврале 1918 года он был направлен на работу в управление Митакской районной милиции. В 1919 году вступил в РКП(б). В декабре 1919 года Ярмухамедов вошёл в коллегию ЧК в Катта-Кургане.
С 1921 года занимал должность председателя Самаркандского областного исполнительного комитета РКП(б), с 1923 года — заместителя Революционного комитета Ферганского фронта. Принимал активное участие в подавлении басмаческого движения. В 1923 году за ликвидацию басмаческих формирований в Алайской долине был награждён первым орденом Красного Знамени РСФСР (Приказ Революционного военного совета Республики № 2430). За разгром басмаческих формирований в Западной Бухаре был награждён орденом Красной Звезды Бухарской Народной Советской Республики. В 1924 году за разгром басмачей в пустыне Кызыл-Кум Ярмухамедов был награждён вторым орденом Красного Знамени (Приказ Революционного военного совета Республики № 267). В 1928 году Ярмухамедов был награждён третьим орденом Красного Знамени (приказ № 211/56). Также за отличие в боях с басмачами был награждён именным оружием и золотыми часами.
С марта 1923 года Ярмухамедов был заместителем народного комиссара внутренних дел Туркестанской автономной республики, с декабря 1924 года — народным комиссаром. В марте 1926 года стал народным комиссаром внутренних дел Таджикской АССР. Позднее вернулся в Казахскую ССР, где работал заместителем народного комиссара торговли республики, председателем Семипалатинского, Актюбинского райисполкомов ВКП(б), председателем Алма-Атинского горсовета[уточнить]. В 1934 году он организовал Краевой совет работников юстиции, явился инициатором открытия юридического факультета при Алма-Атинском институте советского строительства.
Умер 21 сентября 1940 года. Похоронен на Центральном кладбище Алма-Аты.

## Память
- В честь Ярмухамедова в была названа ташкентская школа № 118[2].
- В его честь названа улица в Душанбе — ул. Командира Абдулло.